# Institut Max-Planck de sciences multidisciplinaires
L' Institut Max-Planck de sciences multidisciplinaires (en allemand : Max-Planck-Institut für Multidisziplinäre Naturwissenschaften)  est un centre de recherche non universitaire faisant partie de la Société Max-Planck pour le développement des sciences (MPG), basé à Göttingen. L'Institut a été fondé le 1er janvier 2022 ; il est issu de la fusion de l'Institut Max-Planck de chimie biophysique avec l'Institut Max-Planck de médecine expérimentale.

## Axes de recherche
La recherche à l'institut porte sur les mécanismes fondamentaux qui régulent et contrôlent les processus vitaux, ainsi que sur la recherche fondamentale médicale. Les problématiques scientifiques tournent autour de la façon dont l'information génétique est traduite en protéines, comment les processus moléculaires et cellulaires de base se déroulent dans le système nerveux et comment des troubles pathologiques surviennent, comment fonctionne le transfert d'énergie au niveau moléculaire, comment la logistique cellulaire est contrôlée ou comment des agrégats de protéines peuvent endommager les cellules. La recherche sur le monde cellulaire est rejointe par la recherche au niveau de l'organisme, comme la façon dont les ovules mûrissent ou pourquoi certains animaux peuvent régénérer les tissus perdus et d'autres non.

## Organisation
La direction du nouvel institut est assurée par Patrick Cramer
À sa fondation, l'institut se compose de 13 départements, 9 groupes « émérites » et de 25 groupes de recherche ayant leurs propres priorités scientifiques. Avec plus de 1000 membres de plus de 50 nationalités, l'institut est le plus grand institut de la société Max-Planck ; il est unique en son genre par son orientation multidisciplinaire.
Les départements sont (par ordre alphabétique des responsables) :
1. Nils Brose –  Neurobiologie moléculaire
2. Patrick Cramer –  Biologie moléculaire
3. Dirk Görlich –  Logistique cellulaire
4. Christian Griesinger – Biologie structurale  NMR
5. Helmut Grubmüller – Biophysique théorique et computationnelle
6. Stefan W. Hell –  Nanobiophotonique
7. Klaus-Armin Nave – Neurogénétique
8. Jochen Rink – Régénération et dynamique des tissus
9. Marina V. Rodnina – Biochimie physique
10. Claus Ropers – Dynamique ultrarapide
11. Melina Schuh – Méiose
12. Holger Stark – Dynamique structurale
13. Alec M. Wodtke – Dynamique des surfaces